# Florian Kohfeldt
Florian Kohfeldt, né le 5 octobre 1982 à Siegen en Allemagne, est un footballeur allemand, devenu entraîneur à l'issue de sa carrière, où il jouait au poste de gardien de but.

## Biographie

### Carrière de joueur
Florian Kohfeldt est né à Siegen en Allemagne. Durant sa carrière en tant que joueur, Florian Kohfeldt joue pour le Werder Brême III au poste de gardien de but. Cependant sa carrière ne décolle pas et il prendra sa retraite.

### Carrière d'entraîneur

#### Werder Brême
Le 30 octobre 2017, l'entraîneur du Werder Brême Alexander Nouri (en) est renvoyé après un début de saison sans victoire. Kohfeldt, alors l'entraîneur des moins de 17 ans, le remplace. Le 13 avril 2018, Kohfeldt prolonge son contrat jusqu'en juin 2021.

#### VfL Wolfsburg
Le 26 octobre 2021, Florian Kohfeldt devient le nouvel entraîneur du VfL Wolfsburg après le renvoi de Mark van Bommel. Il est démis de ses fonctions le 17 mars 2024.
Après avoir terminé à la 12e place avec le club allemand, le coach et la direction décident de commun accord de ne pas prolonger leur collaboration.

#### KAS Eupen
Le 8 juin 2023, Florian Kohfeldt devient le nouvel entraîneur du club belge d'Eupen.
Si le début de saison de Kohfeldt à la tête des "Pandas" est honorable (3 victoires lors des 5 premières journées de championnat et un bilan de 10 points sur 15), la suite l'est beaucoup moins.  En effet, le club lutte, pendant le reste de la phase classique, pour la 12e place, dernière position pour jouer les PO2 et surtout pour éviter les "Play down".  
Lors de la 28e journée, une défaite à Anderlecht (1-0) condamne mathématiquement les germanophones à jouer ces PO3.
Le 16 mars 2024, Florian Kohfeldt démissionne de son poste d'entraineur, juste après le dernier match de la phase classique du championnat (défaite au Standard de Liège 4-0).

#### SV Darmstadt 98
Le 7 septembre 2024, Florian Kohfeldt devient le nouvel entraîneur principal du SV Darmstadt 98, en remplacement de Torsten Lieberknecht, démissionnaire à la suite d'un début de saison en 2. Bundesliga raté (1 point en 4 matches).
Kohfeldt obtient sa 1ere victoire lors de son 2e match à Schalke 04 (victoire 3-5), contre un certain Karel Geraerts.

## Statistiques détaillées
| Club            | Début           | Fin             | Résultats | Résultats | Résultats | Résultats | Résultats |
| Club            | Début           | Fin             | M         | V         | N         | D         | V. %      |
| --------------- | --------------- | --------------- | --------- | --------- | --------- | --------- | --------- |
| Werder Brême II | 4 octobre 2016  | 30 octobre 2017 | 42        | 12        | 14        | 16        | 28,57     |
| Werder Brême    | 30 octobre 2017 | 16 mai 2021     | 143       | 50        | 38        | 55        | 34,96     |
| VfL Wolfsburg   | 26 octobre 2021 | 30 juin 2022    | 28        | 9         | 5         | 14        | 32,14     |
| Total           | Total           | Total           | 213       | 71        | 57        | 85        | 33,33     |